# Tangena

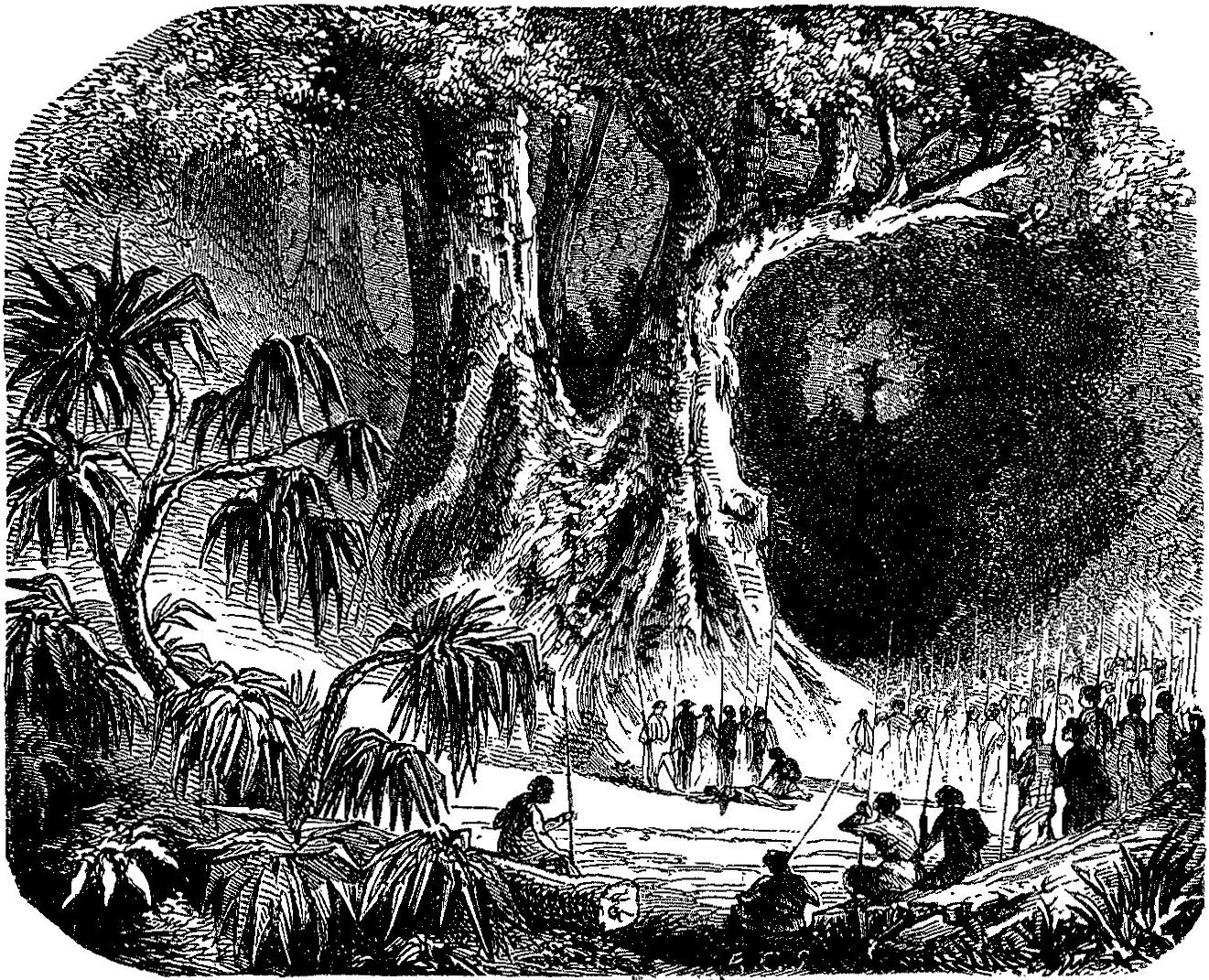
Ilustracja z XIX wieku przedstawiająca próbę tangena odbywającą się na leśnej polanie Madagaskaru (ofiara leży u stóp grupy ludzi, pod prawym pniem największego drzewa).

Rytuał tangena – jedne z ordalii stosowanych na Madagaskarze w celu ustalenia winy lub niewinności osoby oskarżonej. Próba opierała się na użyciu nasion drzewa Cerbera manghas z rodziny toinowatych, które zawierają toksyczne glikozydy nasercowe, w tym cerberynę i tangininę.
Tradycja rytuału tangena sięga co najmniej XVI wieku w regionie Imerina. Szacuje się, że trucizna mogła być odpowiedzialna za śmierć średnio 2% populacji centralnej prowincji Madagaskaru rocznie. Największą śmiertelność odnotowano za panowania królowej Ranavalony I (1828–1861), kiedy rytuał ten był powszechnie stosowany.
Wiara w prawdziwość i skuteczność rytuału tangena była na tyle silna, że niewinne osoby podejrzane o przestępstwo nie wahały się poddać próbie, a niektóre wręcz wykazywały chęć jej przejścia. Stosowanie rytualnej trucizny na Madagaskarze zostało zakazane w 1863 roku przez króla Radamę II, jednak praktyka ta utrzymywała się jeszcze przez co najmniej kilka dekad po jej oficjalnym zakazie.

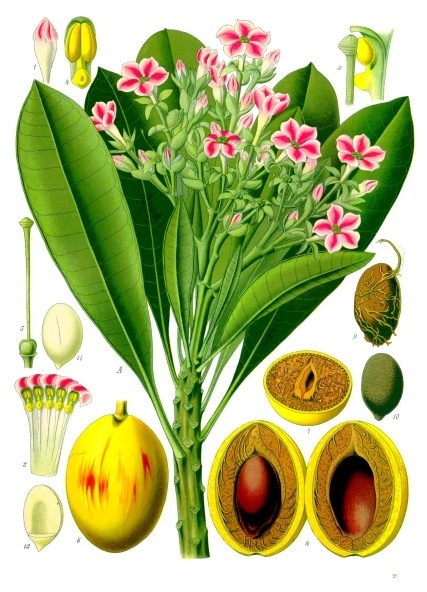
Ilustracja z Köhler’s Medizinal Pflanzen przedstawiająca roślinę Cerbera manghas (dawniej znaną jako Cerbera tanghin) oraz jej owoc z toksycznym nasionem

## Etymologia
Nazwa Tangena odnosi się zarówno do rośliny, jak i do ordaliów, w których była stosowana. Pochodzi od słowa w wyżynnym dialekcie języka malgaskiego tangaina, oznaczającego „przysięgę” lub „składanie przysięgi”.

## Historia
Dokładne daty i pochodzenie ordalii tangena na Madagaskarze nie są znane. XIX-wieczna transkrypcja ustnej historii ludu Merina, Tantara ny Andriana eto Madagasikara wspomina o użyciu tangeny przez króla Andrianjakę (1612–1630), opisując zmianę w sposobie jej przeprowadzania: zamiast podawania trucizny tangena kogutowi należącemu do oskarżonego, by ocenić jego niewinność na podstawie przeżycia zwierzęcia, truciznę zaczęto podawać samemu oskarżonemu. Za panowania Andrianjaki rytuał ten stanowił już dobrze ugruntowaną i szanowaną formę tradycyjnego wymiaru sprawiedliwości, co wskazuje, że praktyka ta musiała powstać najpóźniej w XVI wieku.
Na początku XIX wieku tangena stanowiła jeden z głównych środków, za pomocą których królowa Ranavalona utrzymywała porządek w swoim królestwie. Truciznę pozyskiwano z nasiona rodzimego drzewa Cerbera manghas, którą następnie spożywano, a wynik decydował o winie lub niewinności. Choć istniało wiele wariantów tego rytuału, podstawowa procedura polegała na podaniu oskarżonemu trzech kawałków skóry z kurczaka, a następnie mieszanki trucizny oraz liści lub soku z banana bądź kardamonu.
Jeśli wszystkie trzy kawałki skóry zostały zwrócone w wyniku wymiotów, ogłaszano niewinność, natomiast śmierć lub brak zwrócenia wszystkich trzech kawałków skóry oznaczały winę. W przypadku, gdy przedstawiciele stanu szlacheckiego (andriana) lub ludzie wolni (hova) byli zmuszeni do przejścia rytuału, truciznę podawano oskarżonemu zazwyczaj dopiero po tym, jak uprzednio podana dawka spowodowała śmierć psa i koguta należącego do oskarżonej osoby, pełniących rolę „zastępców”. Członkowie klasy niewolniczej (andevo) musieli natomiast od razu spożyć truciznę osobiście. Zgodnie ze zwyczajem rodzinom zmarłych nie wolno było chować ich w grobowcu rodzinnym. Zamiast tego należało ich pochować w ziemi, w oddalonym i „niegościnnym” miejscu, z głową zwróconą na południe, co stanowiło oznakę hańby.
Donoszono, że skóra kurczaka stanowiła symboliczne przedstawienie ludzkiego ciała, które według wierzeń miało być spożywane przez osoby opętane przez złe duchy. Zatrzymanie skóry kurczaka w żołądku wskazywało na skłonność do konsumpcji ludzkiego mięsa. Według XIX-wiecznego malgaskiego historyka Raombany ordalie tangena były postrzegane przez społeczeństwo jako forma boskiej sprawiedliwości, w którą ludzie pokładali bezwarunkową wiarę. Akceptowano nawet werdykt winy w przypadku osoby niewinnej, uznając go za sprawiedliwy, choć niezrozumiały boski wyrok. Uważano również, że roślina stosowana w rytuale zawierała ducha Manamango, który mógł przyczynić się do ustalenia winy lub niewinności danej osoby.
Mieszkańcy Madagaskaru mogli oskarżać się nawzajem o różne przestępstwa, w tym kradzież, chrześcijaństwo oraz czary, za które ordalie tangena były obowiązkowe. Szacuje się, że średnio 20–50% osób, które poddały się tej próbie, umierało. W latach 20. XIX w. rytuał powodowała około 1 tys. zgonów rocznie, a średnia ta wzrosła do około 3 tys. zgonów rocznie w okresie 1828–1861. W 1838 roku oszacowano, że w wyniku tych praktyk zginęło około 100 tys. osób w Imerinie, co stanowiło około 20% całej jego populacji.
Rytuał tangena został zakazany w 1863 roku przez Radamę II. Ponadto Radama postanowił, że osoby, które zginęły w wyniku rytuału tangena, nie będą już uznawane za winne czarów, a ich ciała będą mogły być pochowane w grobowcach rodzinnych. Dekret ten został przyjęty z radością i wywołał masowe ponowne pochówki, ponieważ prawie każda rodzina w Imerinie w połowie XIX wieku straciła przynajmniej jednego członka rodziny w wyniku rytuału tangena. Mimo tego królewskiego dekretu praktyka ta była nadal stosowana w tajemnicy w Imerinie, a jawnie w innych częściach wyspy. Jednym z kluczowych warunków, które wdowa po Radamie II, Rasoherina, musiała zaakceptować przed objęciem tronu, była kontynuacja zakazu rytuału tangena.

## Toksykologia
Cerbera manghas zawiera różne glikozydy nasercowe, w tym głównie deaktyltangininę, neriifolin, tangininę i cerberynę. Te cząsteczki mogą powodować bradykardię, a ostatecznie zatrzymanie akcji serca, wpływając na pompę sodowo-potasową w komórkach mięśnia sercowego.
Choć wszystkie części rośliny Cerbera manghas są trujące, najbardziej toksyczne były orzechy, które stosowano podczas tych ordaliów. Wśród Malgaszy powszechnie wierzono, że różne jedzenia i napoje spożywane w trakcie rytuału mogły zmieniać toksyczność orzechów, dlatego tylko pewna grupa „czarowników” była upoważniona do przeprowadzania próby. Glikozydy nasercowe z rośliny Cerbera manghas są znane z tego, że mogą wywoływać nudności i wymioty, chociaż objawy te mogą pojawić się dopiero po upływie ponad godziny. W związku z tym osoby przystępujące do próby często były uznawane za winne i umierały, zanim trucizna zdążyła wywołać pełny skutek.